# Takao Suzuki
Takao Suzuki (鈴木貴男 Suzuki Takao?), es jugador profesional de tenis. Nació el 20 de septiembre de 1976 en Sapporo, Japón.
Este jugador es recordado, sobre todo, por dos partidos jugados ante Roger Federer. El primero de ellos fue en el Australian Open 2005. Perdió en sets corridos ante el suizo, pero dio batalla y sorprendió a todos en cada uno de los sets. El segundo partido fue en 2006, cuando jugó su único torneo del año como invitado al Torneo de Tokio . En esta ocasión estuvo más cerca  y luego de sorprendentes victorias ante Paradorn Srichaphan y Alexander Waske, se topó con Federer perdiendo con un muy ajustado marcador de 4-6 7-5 y 6-7(3). En ambas ocasiones el suizo se mantenía como el indiscutible N.º 1 del mundo. 
Suzuki ganó 16 torneos de esta categoría. Siendo el segundo mejor luego de Carlos Berlocq. 

## Títulos (50;0+50)

### Individuales (0)
| Leyenda                |
| Grand Slam (0)         |
| Tennis Masters Cup (0) |
| ATP Masters Series (0) |
| ATP Tour (50)          |

### Dobles (1)
| Leyenda                |
| Grand Slam (0)         |
| Tennis Masters Cup (0) |
| ATP Masters Series (0) |
| ATP Tour (1)           |

### Challengers individuales (16)
| N.º | Fecha                | Torneo | Superficie | Pareja           | Oponentes en la final    | Resultado      |
| --- | -------------------- | ------ | ---------- | ---------------- | ------------------------ | -------------- |
| 1.  | 3 de octubre de 2005 | Tokio  | Dura       | Satoshi Iwabuchi | Simon Aspelin Todd Perry | 5-4(3) 5-4(13) |

| N.º | Fecha                   | Torneo             | Superficie  | Oponente en la final | Resultado         |
| --- | ----------------------- | ------------------ | ----------- | -------------------- | ----------------- |
| 1.  | 24 de noviembre de 1997 | Bombay             | Dura        | Barry Cowan          | 6-1 6-0           |
| 2.  | 29 de junio de 1998     | Denver             | Dura        | Justin Brower        | 6-3 4-6 6-4       |
| 3.  | 6 de julio de 1998      | Granby             | Dura        | David Caldwell       | 7-6 6-3           |
| 4.  | 10 de agosto de 1998    | Binghamton         | Dura        | Diego Nargiso        | 5-2 ab            |
| 5.  | 10 de julio de 2000     | Granby             | Dura        | Cecil Mamiit         | 6-4 6-3           |
| 6.  | 24 de julio de 2000     | Winnetka           | Dura        | Yong-Il Yoon         | 6-2 6-4           |
| 7.  | 31 de julio de 2000     | Lexington          | Dura        | Justin Gimelstob     | 2-1 ab            |
| 8.  | 7 de agosto de 2000     | Binghamton         | Dura        | Yong-Il Yoon         | 6-1 6-4           |
| 9.  | 29 de octubre de 2001   | Yokohama           | Carpeta (i) | Gouichi Motomura     | 6-2 6-7(5) 7-6(4) |
| 10. | 25 de febrero de 2002   | Ho Chi Minh        | Dura        | Mario Ančić          | 6-4 6-3           |
| 11. | 4 de marzo de 2002      | Kioto              | Carpeta (i) | Mario Ančić          | 6-7(4) 6-4 6-2    |
| 12. | 11 de marzo de 2002     | Osaka              | Dura        | Björn Phau           | 5-7 6-2 7-6(4)    |
| 13. | 19 de julio de 2004     | Campos do Jordão-1 | Dura        | Giovanni Lapentti    | 6-4 6-3           |
| 14. | 5 de marzo de 2007      | Kioto              | Carpeta (i) | Dieter Kindlmann     | 2-6 7-5 6-1       |
| 15. | 23 de julio de 2007     | Granby             | Dura        | Yen-Hsun Lu          | 6-4 6-4           |
| 16. | 16 de noviembre de 2009 | Yokohama           | Dura        | Martin Fischer       | 6-4 7-6(5)        |